# Orsja
Orsja (belarusiska och ryska: Орша), även känd som Vorsja (tarasjkevitsa: Ворша), är en stad i Belarus i Vitsebsks voblast. Orsja är en viktig järnvägsknut längs Minsk-Moskva-linjen. Staden hade 116 552 invånare år 2016. Huvudort i Orsja rajon.

## Sport
Orten har en bandyklubb som har fostrat flera landslagsspelare.

### Fotboll
- FK Orsja (fotbollsklubb);
- Gradski stadion